# Jan Wacker
Jan Wacker ist ein deutscher Psychologe.

## Leben
Von 1996 bis 2001 studierte er an der Philipps-Universität Marburg Psychologie. Nach der Promotion 2005 in Marburg (Dr. rer. nat.) in Psychologie und der Habilitation 2011 ebenda (venia legendi für das Fach Psychologie) ist er seit 2013 Professor (W2) für Differentielle Psychologie und Psychologische Diagnostik an der Universität Hamburg.
Seine Forschungsschwerpunkte sind biopsychologische Emotions- und Persönlichkeitsforschung und Persönlichkeit und soziale Interaktion.

## Schriften (Auswahl)
- Dopamin, Handlungssteuerung und Spontan-EEG. Bausteine einer psychobiologischen Extraversionstheorie. Berlin 2005, ISBN 3-8325-0915-1.
- Virus kontra Freiheit? in Hamburger Abendblatt vom 14. April 2020